# Mangelia congoensis
Mangelia congoensis é uma espécie de gastrópode do gênero Mangelia, pertencente a família Mangeliidae.